# Дент (Огайо)
Дент (англ. Dent) — переписна місцевість (CDP) в США, в окрузі Гамільтон штату Огайо. Населення — 12 301 особа (2020).

## Географія
Дент розташований за координатами 39°11′32″ пн. ш. 84°39′33″ зх. д. / 39.19222° пн. ш. 84.65917° зх. д. (39.192191, -84.659300).  За даними Бюро перепису населення США в 2010 році переписна місцевість мала площу 15,36 км², уся площа — суходіл.

## Демографія
Згідно з переписом 2010 року, у переписній місцевості мешкало 10 497 осіб у 4397 домогосподарствах у складі 2888 родин. Густота населення становила 683 особи/км².  Було 4734 помешкання (308/км²).
Расовий склад населення:
| - 95,7 % — білих - 1,6 % — азіатів - 1,3 % — чорних або афроамериканців - 0,1 % — корінних американців |

До двох чи більше рас належало 1,0 %. Частка іспаномовних становила 1,1 % від усіх жителів.
За віковим діапазоном населення розподілялося таким чином: 23,0 % — особи молодші 18 років, 61,3 % — особи у віці 18—64 років, 15,7 % — особи у віці 65 років та старші. Медіана віку мешканця становила 40,2 року. На 100 осіб жіночої статі у переписній місцевості припадало 91,9 чоловіків;  на 100 жінок у віці від 18 років та старших — 88,4 чоловіків також старших 18 років.
Середній дохід на одне домашнє господарство  становив 85 771 долар США (медіана — 71 856), а середній дохід на одну сім'ю — 100 607 доларів (медіана — 93 433). За межею бідності перебувало 5,5 % осіб, у тому числі 8,9 % дітей у віці до 18 років та 4,2 % осіб у віці 65 років та старших.
Цивільне працевлаштоване населення становило 5867 осіб. Основні галузі зайнятості: освіта, охорона здоров'я та соціальна допомога — 27,4 %, науковці, спеціалісти, менеджери — 10,8 %, роздрібна торгівля — 10,2 %, фінанси, страхування та нерухомість — 10,0 %.